# پوتپورانگ
پوتپورانگ (به صربی: Potporanj) یک منطقهٔ مسکونی در صربستان است که در Vršac municipality واقع شده‌است. پوتپورانگ ۲۷۳ نفر جمعیت دارد و ۸۴ متر بالاتر از سطح دریا واقع شده‌است.